# Двигатель Toyota W
Toyota W — рядный четырёхцилиндровый дизельный двигатель внутреннего сгорания с водяным охлаждением, выпускавшийся компанией Toyota с 1983 по 1995 год. Также выпускался компанией Hino Motors под названием Hino W04D.

## 1W
1W был разработан компанией Hino Motors для применения в Toyota Dyna и Toyota Toyoace на японском рынке. Его объём составляет 4,0 л (4009 см3), впрыск топлива — прямой, клапанный механизм — OHV, клапанов на цилиндр — 8. Аналогичный двигатель — Hino W04D — применялся в автомобилях Toyota Dyna и Hino 300.
Также с 1985 по 1995 год двигатель применялся в американских моторных яхтах Bayliner 32.

### Применения
- Toyota Dyna (WU26, WU40, WU50, WU90, WU95)
- Toyota ToyoAce
- Toyota Type 73 Medium Truck (первое поколение)